# Jiří Ondráček
Jiří Ondráček (* 3. června 1988) je český hokejový útočník. Svá mládežnická léta strávil v dresu zlínského hokejového klubu (s výjimkou části sezóny 2005/2006, kdy nastupoval za České Budějovice). Za moravský klub postupně nastupoval také za A–tým mužů. V Extralize, tedy české nejvyšší soutěži, poprvé v sezóně 2008/2009. Nyní působí v druhé lize v klubu HHK  Velké Meziříčí. 